# Операција Аманда
Операција Аманда је била мисија заштитних снага Уједињених нација (УНПРОФОР) коју су спровеле данске мировне трупе, са циљем да поврате осматрачницу, С01, која је припадала 9. механички инф цои Нордбат 2 у близини Градачца, Босна и Херцеговина, 25. октобра 1994.

## Веридба
Испостава је коришћена као привремена осматрачница (ОПТ), али је Нордбат желео да је претвори у сталну осматрачницу. После серије снајперских напада снага босанских Срба, особље Нордбата 2 одлучило је да је време да „покажу заставу“. Формирана је оперативна група са једним механизованим пешадијским водом из Шведске 9. механизоване пешадијске чете и једним тенковским водом из Данске тенковске чете. Један шведски вод механизоване пешадије ставио је у стање високе приправности како би пружио услуге опоравка и спасавања. Ту су биле и јединице јорданске војске са радаром за локализацију артиљерије и стајали су медицинари са оклопним санитетским возилима.
Док су на путу да поново заузму положај, на данске снаге, састављене од три тенка Леопард 1, пуцао је тенк Т-55 босанских Срба. Након што су задобили мања оштећења на једном од Леопарда, мировни тенкови који су напредовали су узвратили ватру, уништивши једну безулазну пушку и избацивши Т-55 из погона.  Леопарди су испалили укупно двадесет и један метак калибра 105 мм.
Испоставу је на крају поново заузео УНПРОФОР. УН су издале саопштење о последицама инцидента, потврђујући судбину српског Т-55: